# 독일 사회주의국가당
독일 사회주의국가당(독일어: Sozialistische Reichspartei Deutschlands) 또는 사회주의국가당(독일어: Sozialistische Reichspartei)은 1949년 독일에서 제2차 세계대전이 끝난 뒤 남은 국가사회주의 독일 노동자당원들이 모여 나치즘을 다시 부활시키기 위해 결성한 정당이다. 1952년 독일 연방정부에서 위헌 판결을 받아 강제 해산되었다.

## 같이 보기
- 제3의 위치